# Amphicerus anobioides
Amphicerus anobioides is een keversoort uit de familie boorkevers (Bostrichidae). De wetenschappelijke naam van de soort werd in 1888 als Caenophrada anobioides gepubliceerd door Charles Owen Waterhouse.